# Список 25 лидеров женской НБА по блок-шотам за всю историю лиги

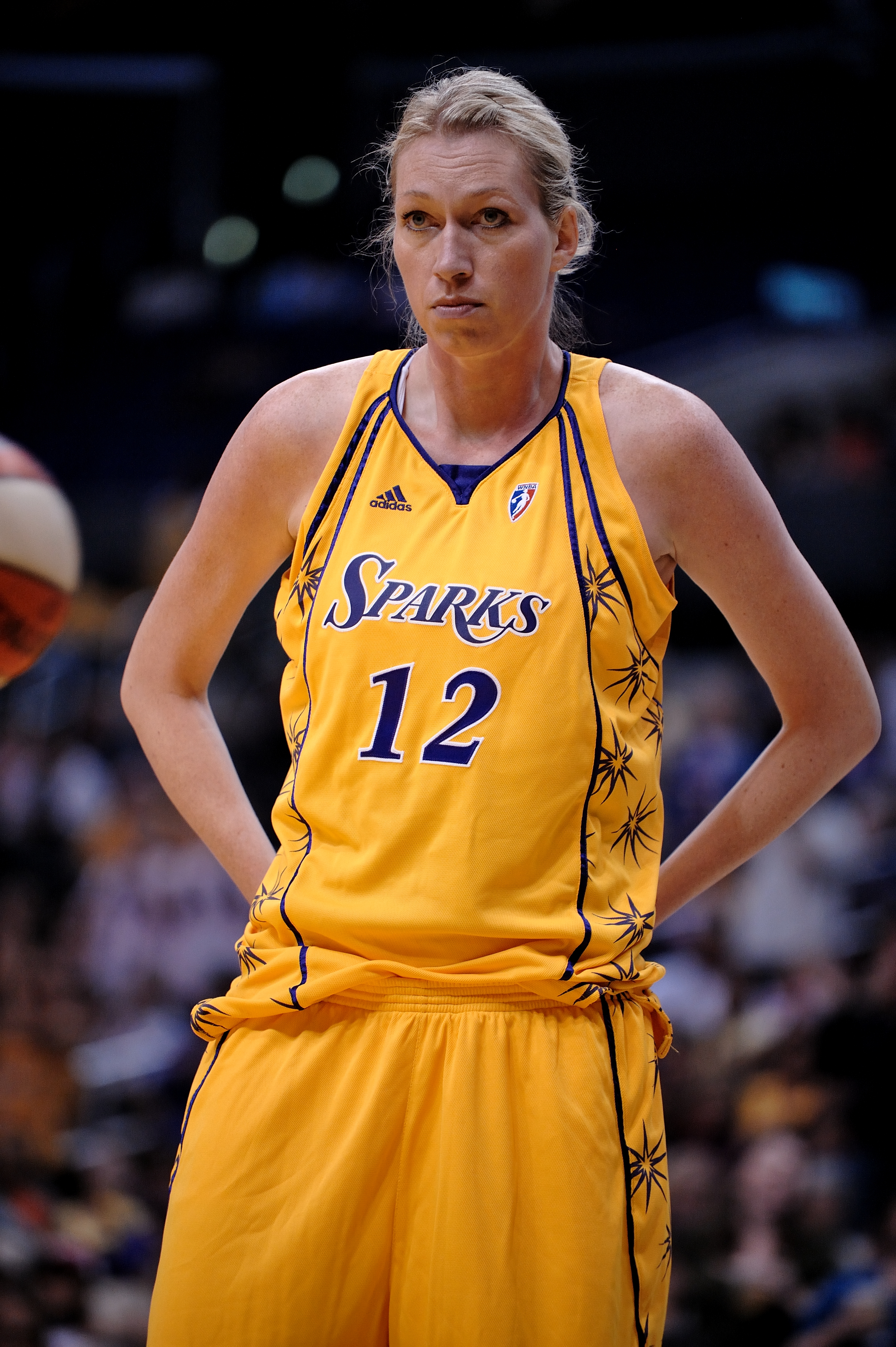
Марго Дыдек — лидер женской НБА по блок-шотам за всю историю ассоциации

Этот список содержит 25 игроков, набравших наибольшее количество блок-шотов в играх регулярных сезонов Женской национальной баскетбольной ассоциации за карьеру.
В баскетболе «блок-шот» означает такую ситуацию, когда игрок защиты блокирует по правилам бросок соперника и характеризует действия баскетболиста в защите. Основными блокирующими игроками являются баскетболисты передней линии, центровые и тяжёлые форварды. Впрочем игроки других позиций, имеющие хороший прыжок и координацию, зачастую становятся лучшими в данном показателе. Только три баскетболистки на данный момент сделали более 800 блок-шотов, 9 игроков преодолели отметку в 500 баллов и 14 человек имеют в своём активе больше 400 блок-шотов.
Первым игроком, преодолевшим планку в 800 блок-шотов, является Марго Дыдек, которая добилась данного результата в сезоне 2006 года, после чего закончила свою профессиональную карьеру через два года с результатом в 877 баллов. Спустя три года, в сезоне 2009 года, это достижение повторила Лиза Лесли, завершившая свои выступления в ЖНБА после его окончания, сделав в конечном итоге 822 блок-шота. В сезоне 2024 года эту отметку преодолела и продолжающая свою спортивную карьеру Бриттни Грайнер, заблокировав по его окончании 812 бросков соперника. Остальные баскетболистки намного отстали от тройки лидеров. Идущая на четвёртом месте Сильвия Фаулз завершила свою карьеру по окончании сезона 2022 года с результатом в 721 балл.
Лидером по среднему показателю за игру на данный момент является Марго Дыдек, которая по завершении карьеры имеет в своём активе результат в 2,72 блок-шота в среднем за матч. На втором месте в этой номинации идёт Бриттни Грайнер, показатель которой в настоящее время составляет 2,58 блок-шота в среднем за игру. Третье место занимает Лиза Лесли, которая по итогам своих выступлений блокировала по 2,26 броска в среднем за встречу.
В данный список входят восемь действующих баскетболисток, а самой результативной из них является Бриттни Грайнер, занимающая пока третье место.

## Легенда к списку
| Поз.    | З        | Ф       | Ц         | BPG                           | Прим.      |
| Позиция | Защитник | Форвард | Центровая | Количество блок-шотов за игру | Примечания |

| ^ | Отмечены игроки, выступающие в ВНБА по сей день                                       |
| * | Избраны в Зал славы баскетбола                                                        |
|   | Недавно закончила карьеру, но пока не избрана в Зал славы                             |
|   | Завершила спортивную карьеру более 10 лет назад, но так и не была избрана в Зал славы |

## Список
По состоянию на 20 сентября 2024 года (на момент окончания сезона 2024 года, следующий сезон стартует в мае 2025 года)
| Место | Игрок               | Фото | Поз. | Год рождения | Клубы (годы) | Всего блок-шотов | Игр сыграно | Блок-шотов за игру | Зал славы | Прим.         |
| ----- | ------------------- | ---- | ---- | ------------ | --- | ---------------- | ----------- | ------------------ | --------- | ------------- |
| 1     | Марго Дыдек         |      | Ц    | 1974         | Юта Старз (1998—2002) Сан-Антонио Силвер Старз (2003—2004) Коннектикут Сан (2005—2007) Лос-Анджелес Спаркс (2008)                                                                      | 877              | 323         | 2,72               |           | [ 4 ] [ 5 ]   |
| 2     | Лиза Лесли*         |      | Ц    | 1972         | Лос-Анджелес Спаркс (1997—2006, 2008—2009) | 822              | 363         | 2,26               | 2015      | [ 7 ] [ 8 ]   |
| 3     | Бриттни Грайнер^    |      | Ц    | 1990         | Финикс Меркури (2013—2021, 2023—2024) Атланта Дрим (2025—н.в.) | 812              | 315         | 2,58               |           | [ 9 ] [ 10 ]  |
| 4     | Сильвия Фаулз*      |      | Ц    | 1985         | Чикаго Скай (2008—2014) Миннесота Линкс (2015—2022) | 721              | 408         | 1,77               |           | [ 11 ] [ 12 ] |
| 5     | Кэндис Паркер       |      | Ф/Ц  | 1986         | Лос-Анджелес Спаркс (2008—2020) Чикаго Скай (2021—2022) Лас-Вегас Эйсес (2023) | 619              | 410         | 1,51               |           | [ 13 ] [ 14 ] |
| 6     | Лорен Джексон*      |      | Ф/Ц  | 1981         | Сиэтл Шторм (2001—2012) | 586              | 317         | 1,85               | 2021      | [ 15 ] [ 16 ] |
| 7     | Танжела Смит        |      | Ф/Ц  | 1977         | Сакраменто Монархс (1998—2004) Шарлотт Стинг (2005—2006) Финикс Меркури (2007—2010) Индиана Фивер (2011) Сан-Антонио Силвер Старз (2012)                                               | 557              | 463         | 1,20               |           | [ 17 ] [ 18 ] |
| 8     | Тэмми Саттон-Браун  |      | Ц    | 1978         | Шарлотт Стинг (2001—2006) Индиана Фивер (2007—2012) | 555              | 388         | 1,43               |           | [ 19 ] [ 20 ] |
| 9     | Рут Райли           |      | Ц    | 1979         | Майами Сол (2001—2002) Детройт Шок (2003—2006) Сан-Антонио Силвер Старз (2007—2011) Чикаго Скай (2012) Атланта Дрим (2013)                                                             | 505              | 387         | 1,30               |           | [ 21 ] [ 22 ] |
| 10    | Элизабет Уильямс^   |      | Ц/Ф  | 1993         | Коннектикут Сан (2015) Атланта Дрим (2016—2021) Вашингтон Мистикс (2022) Чикаго Скай (2023—н.в.)                                                                                       | 444              | 287         | 1,55               |           | [ 23 ] [ 24 ] |
| 11    | Тадж Макуильямс     |      | Ф/Ц  | 1970         | Орландо Миракл (1999—2002) Коннектикут Сан (2003—2006) Лос-Анджелес Спаркс (2007) Вашингтон Мистикс (2008) Детройт Шок (2008—2009) Нью-Йорк Либерти (2010) Миннесота Линкс (2011—2012) | 443              | 440         | 1,01               |           | [ 25 ] [ 26 ] |
| 12    | Эйжа Уилсон^        |      | Ф/Ц  | 1996         | Лас-Вегас Эйсес (2018—н.в.) | 441              | 227         | 1,94               |           | [ 27 ] [ 28 ] |
| 13    | Тина Чарльз^        |      | Ц    | 1988         | Коннектикут Сан (2010—2013) Нью-Йорк Либерти (2014—2019) Вашингтон Мистикс (2021) Финикс Меркури (2022) Сиэтл Шторм (2022) Атланта Дрим (2024) Коннектикут Сан (2025—н.в.)             | 409              | 430         | 0,95               |           | [ 29 ] [ 30 ] |
| 14    | Мишель Сноу         |      | Ц    | 1980         | Хьюстон Кометс (2002—2008) Атланта Дрим (2009) Сан-Антонио Силвер Старз (2010) Чикаго Скай (2011) Вашингтон Мистикс (2012—2013) Лос-Анджелес Спаркс (2015)                             | 403              | 402         | 1,00               |           | [ 31 ] [ 32 ] |
| 15    | Тамика Кэтчингс*    |      | Ф    | 1979         | Индиана Фивер (2002—2016) | 385              | 457         | 0,84               | 2020      | [ 33 ] [ 34 ] |
| 16    | Брианна Стюарт^     |      | Ф/Ц  | 1994         | Сиэтл Шторм (2016—2018, 2020—2022) Нью-Йорк Либерти (2023—н.в.) | 382              | 261         | 1,46               |           | [ 35 ] [ 36 ] |
| 17    | Тина Томпсон*       |      | Ф    | 1975         | Хьюстон Кометс (1997—2008) Лос-Анджелес Спаркс (2009—2011) Сиэтл Шторм (2012—2013) | 372              | 496         | 0,75               | 2018      | [ 37 ] [ 38 ] |
| 18    | Джонквел Джонс^     |      | Ф/Ц  | 1994         | Коннектикут Сан (2016—2019, 2021—2022) Нью-Йорк Либерти (2023—н.в.) | 371              | 275         | 1,35               |           | [ 39 ] [ 40 ] |
| 19    | Эрика де Соуза      |      | Ф/Ц  | 1982         | Лос-Анджелес Спаркс (2002) Коннектикут Сан (2007) Атланта Дрим (2008—2015) Чикаго Скай (2015—2016) Сан-Антонио Старз (2017)                                                            | 368              | 329         | 1,12               |           | [ 41 ] [ 42 ] |
| 20    | Джессика Бриланд    |      | Ф    | 1988         | Нью-Йорк Либерти (2011) Коннектикут Сан (2011) Индиана Фивер (2013) Чикаго Скай (2014—2017) Атланта Дрим (2018—2019) Индиана Фивер (2021)                                              | 367              | 269         | 1,36               |           | [ 43 ] [ 44 ] |
| 21    | Дайана Таурази      |      | З/Ф  | 1982         | Финикс Меркури (2004—2014, 2016—2024) | 351              | 565         | 0,62               |           | [ 45 ] [ 46 ] |
| 22    | Елена Делле Донн    |      | Ф/З  | 1989         | Чикаго Скай (2013—2016) Вашингтон Мистикс (2017—2019, 2021—2023) | 347              | 241         | 1,44               |           | [ 47 ] [ 48 ] |
| 23    | Делиша Милтон-Джонс |      | Ф    | 1974         | Лос-Анджелес Спаркс (1999—2004, 2008—2012) Вашингтон Мистикс (2005—2007) Сан-Антонио Силвер Старз (2013) Нью-Йорк Либерти (2013—2014) Атланта Дрим (2014—2015)                         | 339              | 499         | 0,68               |           | [ 49 ] [ 50 ] |
| 24    | Деванна Боннер^     |      | Ф    | 1987         | Финикс Меркури (2009—2016, 2018—2019) Коннектикут Сан (2020—2024) Индиана Фивер (2025—н.в.)                                                                                            | 334              | 502         | 0,67               |           | [ 51 ] [ 52 ] |
| 25    | Наташа Ховард^      |      | Ф    | 1991         | Индиана Фивер (2014—2015) Миннесота Линкс (2016—2017) Сиэтл Шторм (2018—2020) Нью-Йорк Либерти (2021—2022) Даллас Уингз (2023—2024) Индиана Фивер (2025—н.в.)                          | 332              | 336         | 0,99               |           | [ 53 ] [ 54 ] |

## Комментарии
1. ↑  Игроки ВНБА включаются в Зал славы баскетбола не ранее, чем через 5 полных лет после окончания карьеры[2], а с 2016 года этот период был сокращён до четырёх лет[3].
2. ↑  Это список ВНБА, и в него не входят сезоны, проведённые игроками в других лигах, таких как АБЛ и прочие.
3. ↑  Количество сделанных блок-шотов в среднем за игру, округляется до сотых.